# Homalopsidae
Homalopsidae – rodzina węży z nadrodziny Elapoidea, zawierająca 28 rodzajów i około 60 gatunków.

## Zasięg występowania
Rodzina obejmuje gatunki występujące w południowej i południowo-wschodniej Azji, północnej i wschodniej Australii oraz na Nowej Gwinei i sąsiednich wyspach.

## Podział systematyczny
Do rodziny należą następujące rodzaje:

- Bitia – jedynym przedstawicielem jest Bitia hydroides
- Brachyorrhos
- Calamophis
- Cantoria – jedynym przedstawicielem jest Cantoria violacea
- Cerberus
- Dieurostus – jedynym przedstawicielem jest Dieurostus dussumieri
- Djokoiskandarus – jedynym przedstawicielem jest Djokoiskandarus annulata
- Enhydris
- Erpeton – jedynym przedstawicielem jest Erpeton tentaculatum – wąż czułkowy[4]
- Ferania – jedynym przedstawicielem jest Ferania sieboldii
- Fordonia – jedynym przedstawicielem jest Fordonia leucobalia – fordonia krabożerna
- Gerarda – jedynym przedstawicielem jest Gerarda prevostiana
- Gyiophis
- Heurnia – jedynym przedstawicielem jest Heurnia ventromaculata
- Homalophis
- Hypsiscopus
- Karnsophis – jedynym przedstawicielem jest Karnsophis siantaris
- Kualatahan – jedynym przedstawicielem jest Kualatahan pahangensis
- Mintonophis – jedynym przedstawicielem jest Mintonophis pakistanicus
- Miralia – jedynym przedstawicielem jest Miralia alternans
- Myanophis – jedynym przedstawicielem jest Myanophis thanlyinensis
- Myron
- Myrrophis
- Phytolopsis – jedynym przedstawicielem jest Phytolopsis punctata
- Pseudoferania – jedynym przedstawicielem jest Pseudoferania polylepis
- Raclitia – jedynym przedstawicielem jest Raclitia indica
- Subsessor – jedynym przedstawicielem jest Subsessor bocourti
- Sumatranus – jedynym przedstawicielem jest Sumatranus albomaculata